# Landone II di Capua
Landone II di Capua (anni 840 circa – post 884) fu conte di Capua nell'861 per soli sei mesi.

## Biografia
Nel maggio 859, una grande spedizione, che comprendeva le forze di Salerno, Napoli, Amalfi e Suessula, avanzò verso Capua. Il conte Landone in quel momento era malato e totalmente paralizzato ed affidò il comando dell'esercito a suo figlio Landone II con il compito di difendere la città: costui vinse presso il ponte Teodemondo sul Volturno le forze inviate contro di lui, comandate da Cesario e Gregorio, due figli del duca Sergio I di Napoli. Cesario, comandante e ammiraglio dei napoletani, venne catturato e portato a Capua in trionfo. Il cronista Erchemperto situa la data della battaglia all'8 maggio, il giorno dell'apparizione di San Michele Arcangelo, il cui culto era molto popolare tra i Longobardi, e celebra la vittoria di Landone, un principe longobardo, su un esercito composto in gran parte di greci.
Alla morte di suo padre, Landone II divenne conte di Capua, ma nello stesso anno venne spodestato dallo zio Pandone; a quel punto si impossessò di Caiazzo dove si stabilì senza mai riuscire a recuperare il trono capuano. Dopo aver perso anche Caiazzo a causa di uno dei successori di Pandone, Pandenolfo di Capua, Landone II divenne gastaldo di Berelais (Santa Maria Capua Vetere) e di Suessa, ove probabilmente fece edificare il castello locale. Nell'884 gli fu offerta in matrimonio una giovane nipote del duca Atanasio II di Napoli, di cui non è noto il nome; da questa data cessano le notizie su di lui.